# إليزي
إليزي أو إيليزي (بالأمازيغية: ILIZI)، مدينة و بلدية تابعة إقليميا إلى دائرة إليزي ولاية إليزي الجزائرية. و هي نفسها دائرة إليزي التي تظم بلدية وحيدة هي بلدية إليزي.

## أصل التسمية
إيليزي أو«تليزيت» في اللغة الطارقية هو اسم شجرة تشبه الطلح تنبت بالجهة الشرقية لمدينة إيليزي، وهذه الشجرة موجودة حتى الآن.

## الجغرافيا

### الموقع الجغرافي
يحدها بلدية إيليزي كل من:
- شمالا: بلدية عين أمناس
- جنوبا: بلدية برج الحواس
- غربا: ولاية تمنراست
- شرقا:  ليبيا

### التضاريس
لولاية إيليزي سلسلة تضاريسية ممتدة عبر جبال التاسيلي ناجر حنوبا وحمادة تنغرت شمالا. يحدها ولاية ورقلة من الشمال وولاية تمنراست من الغرب غات والعوينات وشعبية تالوت من الشرق بليبيا والنيجر اقليم اغادير من الجنوب. فهي تتوسط طريق الملح والصحراء الكبرى وتتوسط المدن التاريخية كورقلة في الشمال وغدامس وجانت وتمبكتو واغاديز جنوبا. إن هذا الموقع الجغرافي المميز صحبه تنوع في الثروة الحيوانية والإنسانية فعلى صخورها نقش الإنسان البدائي تاريخه كما تعد مرجع لكل الدلالات التاريخية .

## النشاط الرياضي

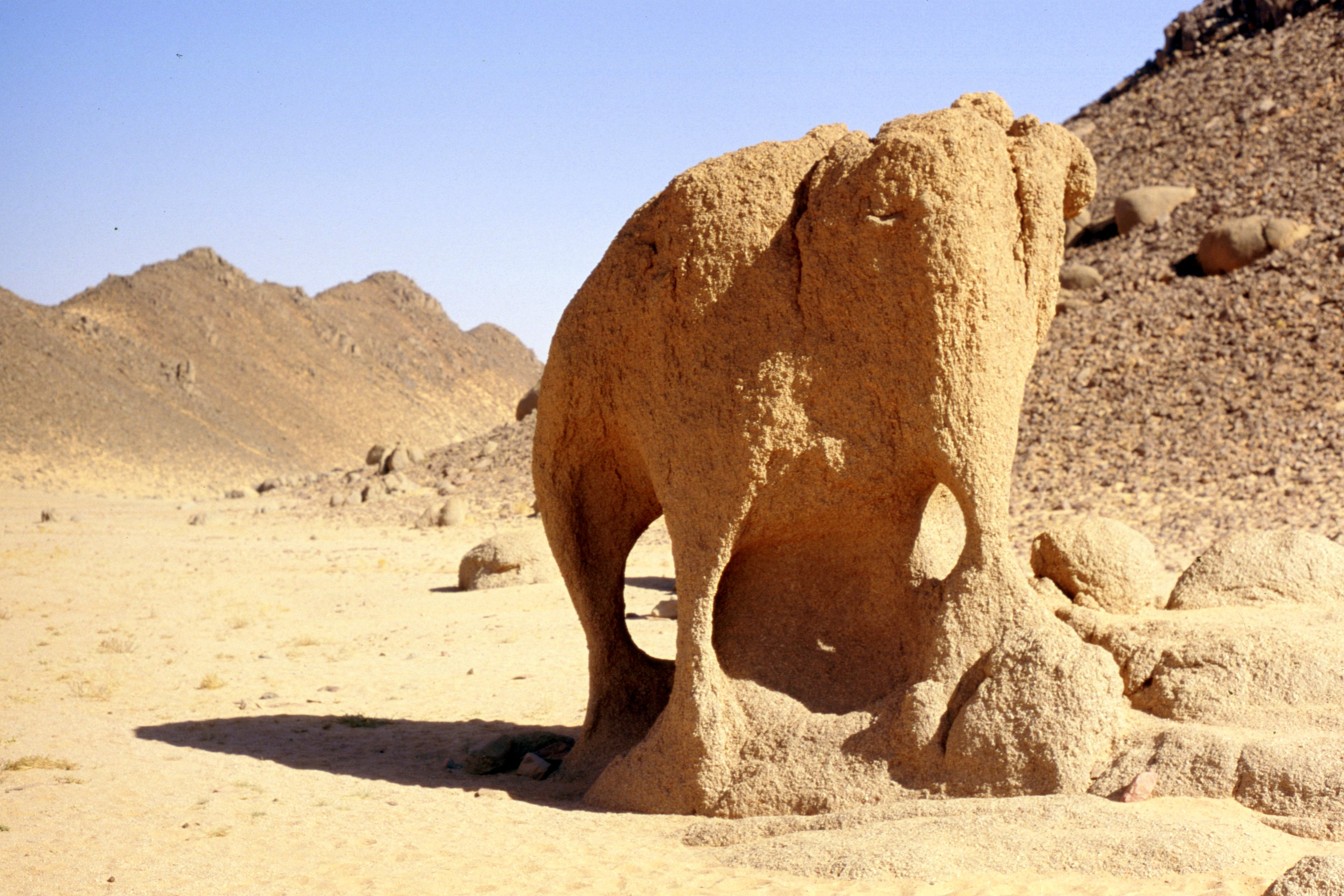
الفيل: نحت بإحدى صخور إليزي من صنع الرياح.

## أحياء و قرى البلدية
- تيلوت

## وصلات خارجية
- الموقع الرسمي لولاية إليزي
- مديرية التربية لولاية إليزي
- إذاعة إيليزي الجهوية: البث الحي.